# Veljko Odalović
Veljko Odalović (en serbe cyrillique : Вељко Одаловић ; né le 26 août 1956 à Vrelo) est un homme politique serbe. Il est membre du Parti socialiste de Serbie (SPS) et secrétaire général du gouvernement d'Ivica Dačić.

## Parcours
Veljko Odalović naît le 26 août 1956 à Vrelo, un village situé près de Lipljan, au Kosovo. Il effectue ses études élémentaires et secondaires à Kosovo Polje. Il suit les cours de la Faculté de droit de l'université de Pristina, dont il sort diplômé.
En 1990, il devient membre du Parti socialiste de Serbie (SPS) que vient de fonder Slobodan Milošević ; il y assure diverses fonctions : membre du comité central, membre du conseil d'administration et membre du comité provincial. De 1995 à 1997, il est vice-préfet du district de Kosovo et, de 1997 à 2001, il y exerce la fonction de préfet.
D'octobre 2000 à janvier 2001, il est ministre de l'Autonomie locale par intérim. De 2000 à 2006, il est député à l'Assemblée de la république fédérale de Yougoslavie puis à celle de la Serbie-et-Monténégro. En mars 2005, il participe à la Commission pour les personnes disparues du Kosovo et de la Métochie et, en septembre de la même, il devient président de la Commission pour les personnes disparues du gouvernement de la république de Serbie.
En 2007, il est élu membre de la Commission électorale de la république de Serbie et, en 2009, il en devient le secrétaire. Après les élections législatives anticipées du 11 mai 2008, il est désigné comme secrétaire général de l'Assemblée nationale de la république de Serbie.
Le 27 juillet 2012, il devient secrétaire général du gouvernement d'Ivica Dačić.

## Vie privée
Veljko Odalović est marié et père de deux enfants.